# 雪米
雪米（英語：Shermy）是由美國漫畫家查爾斯·舒茲創作的《花生漫畫》中的男性角色之一。他與查理·布朗、史努比、佩蒂等角色是《花生漫畫》最早的固定班底。

## 作品描述
早在《花生漫畫》的前身作品《小傢伙》中，便已存在著雪米模樣的雛形角色。雪米於《花生漫畫》在1950年10月2日的首篇上便已登場，但名字則遲滯於1950年12月18日的漫畫裡才提及，而他的名字是改自於舒茲的朋友雪曼·佩勒佩爾。（Sherman Plepler）
作品裡雪米是稍比查理·布朗年長、留著短髮的男孩，在初期的《花生漫畫》中大多安排他和查理·布朗搭檔演出、以及與佩蒂等人一同遊戲的場景。

## 捨棄
在露西、謝勒德等角色相繼出現後，雪米因在性格上難有發揮的空間而大量減少登場機會。而雪米在《花生漫畫》最後一次的露面是在1969年6月15日的篇幅，隨後僅在1977年3月13日篇幅裡的對話裡提到他的名字。查爾斯·舒茲個人則表示著對於將雪米從角色群裡捨棄一事不覺遺憾，而捨棄之前舒茲有時會將雪米作為背景人物；僅是因為需要一個不鮮明的角色作為陪襯。
雖然雪米在1969年後便不再於漫畫中露面，但後續《花生漫畫》改編的電視動畫影集仍有採用他作為配角，並且有出現在於2015年上映；紀念《花生漫畫》推出第65週年的電影《史努比 The Peanuts Movie》裡。

## 引用
娛樂刊物《瘋狂雜誌》在1968年第117期裡有一篇惡搞《花生漫畫》的篇幅《Will Success Spoil Charlie Brown?》，裡頭有暗示雪米當時在漫畫裡已經是不重要角色的玩笑。